# Anticiclone

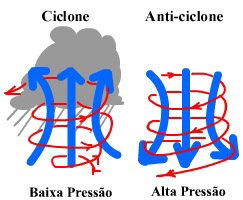
Ciclones e anticiclones (hemisfério norte)

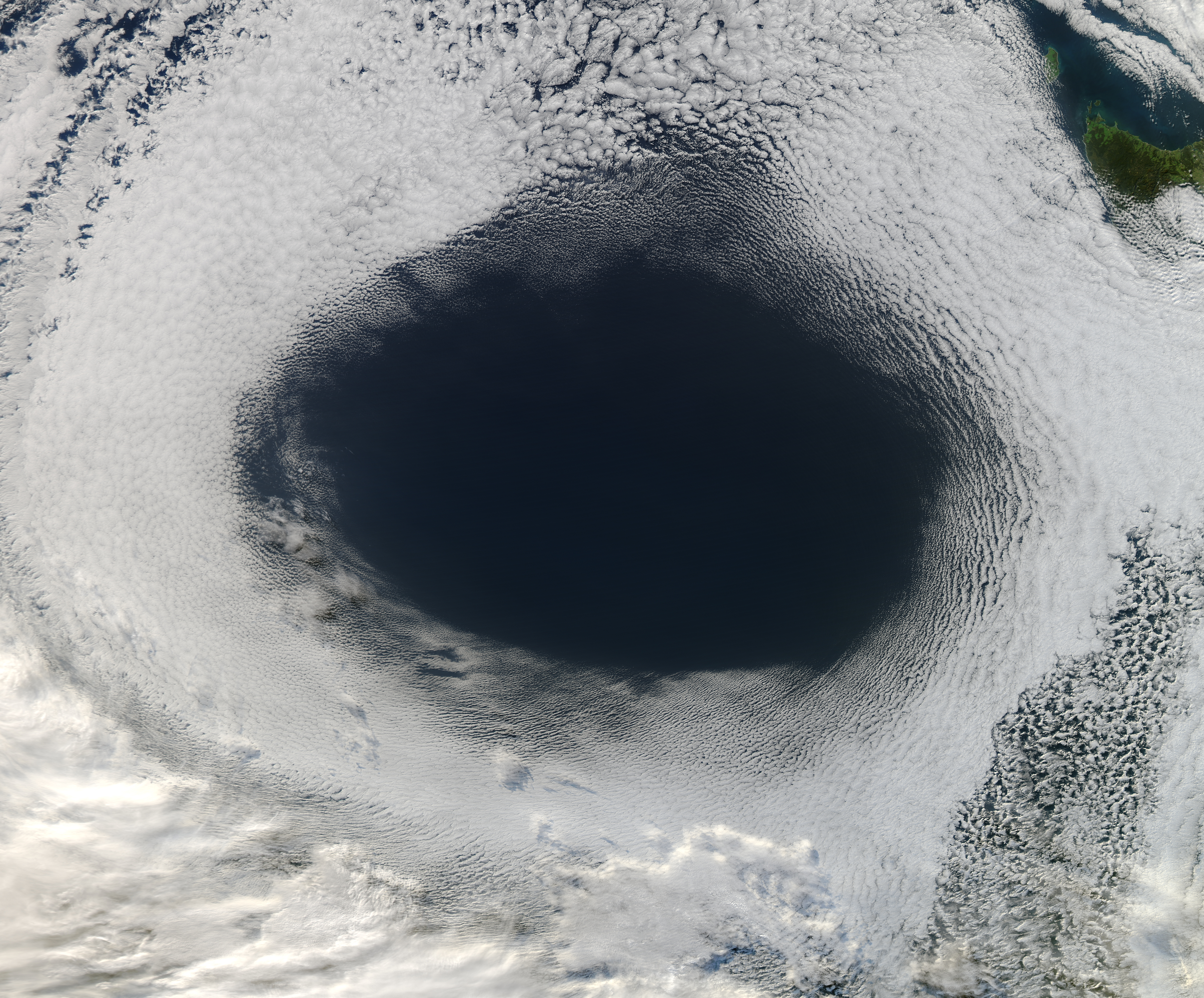
Um anticiclone logo abaixo do sul da Austrália, perto da Tasmânia.

Anticiclone (ou centro de alta pressão) é uma área de alta pressão formada pelo ar que se afunda, vindo de cima, sob influência de uma massa de ar descendente. Esse ar, à medida que é forçado a descer, torna-se quente e seco, aspectos esses que são transmitidos à atmosfera. O ar seco proporciona então baixos índices de umidade relativa e impede a formação de nebulosidade e precipitação, fazendo com que os anticiclones sejam ligados ao céu sem nuvens.
Devido ao movimento do ar ser descendente, o direcionamento do vento é feito em espiral e com expansão em superfície, enquanto num ciclone o movimento é ascendente, em espiral e concentrado sobre a superfície. São maiores que os ciclones, que, em oposição, provocam tempestades. À medida que o ar flui a partir dos centros de altas pressões é deflectido pela força inercial de Coriolis de tal modo que os ventos circulam em volta dele na direção dos ponteiros de um relógio no hemisfério norte (e no sentido inverso no hemisfério sul) — a chamada direção anticiclônica.
De forma geral os anticiclones são classificados em polares, migratórios e subtropicais (ou semipermanentes). Podem ser percebidos nas representações de pressão sobre a superfície em cartas sinóticas, indicados num mapa por "A", através de uma ou mais isóbara delimitando uma área com maior pressão em relação a sua volta. Durante o inverno, em associação à diminuição da incidência de radiação solar natural da estação, o ar descendente de um anticiclone favorece a inversão térmica, em função da subsidência, enquanto que no verão o sistema está associado aos veranicos.